# Darren Morgan
Pour les articles homonymes, voir Morgan.
Darren Morgan, né le 3 mai 1966 à Newport (Pays de Galles), est un ancien joueur de snooker professionnel gallois.
Sa carrière de plus de 18 ans le voit échouer à deux reprises en finale de tournois classés : l'Open du pays de Galles 1992 et l'Open d'Asie 1993, et remporter sept titres sur des tournois non classés. Ce n'est pourtant qu'en 1994-1995 qu'il atteint son meilleur classement de carrière (8e mondial), juste après avoir été demi-finaliste du championnat du monde.
En 2011, il devient champion du monde sénior.

## Carrière

### Meilleures années (1988-2000)
Passé professionnel en 1988 grâce à un titre de champion du monde amateur, Morgan participe au championnat du monde pour la première fois en 1990. Après des victoires successives sur Joe Johnson et Mike Hallett, il est balayé par le futur champion, Stephen Hendry (13-6). Morgan remporte aussi deux tournois en 1990 ; le championnat du pays de Galles et le Snooker Shoot-Out.
Il dispute la finale de l'Open du pays de Galles en 1992, sa première en tournoi classé. Il y est battu par Stephen Hendry (9-3). Performant et constant sur la plupart des autres tournois de la saison, il obtient sa place parmi les seize meilleurs joueurs de la planète. En 1993, il atteint sa deuxième finale en tournoi classé, lors de l'Open d'Asie, mais il est à nouveau battu, cette fois-ci par l'Anglais Dave Harold (9-3). C'est ainsi que Morgan intègre le top 10 mondial en fin de saison, avec un huitième de finale au Crucible pour consolider sa place. En 1994, Darren Morgan obtient son meilleur classement en carrière (une 8e place mondiale), à l'issue d'une demi-finale au championnat du monde, son meilleur résultat dans ce tournoi. Il doit cette performance à des victoires contre Mark King (10-5), Willie Thorne (13-12) et John Parrott (13-11). C'est également au cours de cette saison qu'il atteint la demi-finale du championnat du Royaume-Uni.
Darren Morgan parvient à se maintenir dans le top 10 les deux saisons suivantes, atteignant notamment les quarts de finale du championnat du monde 1996 et 1997. Le Gallois se retrouve également en quart de finale du Masters de snooker 1996, où il est battu par Ronnie O'Sullivan (6-4), après avoir éliminé Peter Ebdon au premier tour de la compétition (6-5).
Malgré tout, le point culminant de sa carrière reste une victoire au Masters d'Irlande 1996, après qu'il a vaincu Alan McManus (6-4), Peter Ebdon (6-5), Joe Swail, toujours en manche décisive et Steve Davis, 9 manches à 8. L'année suivante, il passe très proche de défendre son titre, s'inclinant seulement en finale contre Hendry (9-8), après avoir mené 8-7. En revanche, il sort du top 10 mondial en 1997, et atteint deux ans plus tard la demi-finale du Masters de Thaïlande. En 2000, il s'adjuge le tournoi professionnel Pontins pour la deuxième fois, après 1989.

### Fin de carrière
En 2006, après plusieurs saisons compliquées et une baisse de son classement, Morgan se retire du circuit professionnel.
En juin 2016, en tant que joueur amateur, il signe une très bonne performance aux Masters de Riga, se hissant jusqu'en demi-finale de l'épreuve, éliminant Bradley Jones (en), Adam Stefanow (en), Zhao Xintong et Xiao Guodong, avant d'être écrasé par le futur vainqueur Neil Robertson, 5 manches à 0.
Morgan officie désormais sur le World Seniors Tour où il a terminé champion du monde en 2011.

## Palmarès
| Légende | Catégorie                        | Titres                         | Finales                        |
|         | Tournois classés                 | 0                              | 2                              |
|         | Tournois non classés             | 6                              | 5                              |
|         | Tournois en équipes              | 1                              | 1                              |
|         | Tournois pro-am                  | 2                              | 5                              |
|         | Tournois du circuit du challenge | 0                              | 1                              |
|         | Tournée mondiale senior          | 1                              | 3                              |
|         | Tournois amateurs                | 29                             | 6                              |
| Gras    | Tournois de la triple couronne   | Tournois de la triple couronne | Tournois de la triple couronne |

### Titres
| Saison    | Nom du tournoi                                       | Lieu                | Finaliste       | Score | Tableau |
| 1987      | Championnat du pays de Galles amateur                |                     | John Herbert    | 8-4   |         |
| 1988      | Championnat du monde amateur                         | Bangalore           | Joe Grech       | 11-4  |         |
| 1988-1989 | Tournoi Pontins                                      | Prestatyn           | Tony Drago      | 9-2   |         |
| 1989-1990 | Championnat du pays de Galles                        | Newport             | Doug Mountjoy   | 9-7   |         |
| 1990-1991 | Snooker Shoot-Out                                    | Stoke               | Mike Hallett    | 2-1   |         |
| 1990-1991 | Championnat du pays de Galles (2)                    | Newport             | Mark Bennett    | 9-3   |         |
| 1995-1996 | Masters d'Irlande                                    | Kill                | Steve Davis     | 9-8   |         |
| 1998-1999 | Coupe des nations                                    | Newcastle upon Tyne | Écosse          | 6-4   |         |
| 1999-2000 | Tournoi Pontins (2)                                  | Prestatyn           | Jimmy White     | 9-2   |         |
| 2000      | Open TCC                                             | Inconnu             | Ryan Day        | 6-3   |         |
| 2007      | Championnat d'Europe amateur (Masters)               | Carlow              | Kieran McMahon  | 6-2   |         |
| 2007      | Championnat du monde amateur (Masters)               | Korat               | Kanchai Wongjan | 9-1   |         |
| 2009      | Championnat du TCC                                   | Newport             | Mark Williams   | 7-4   |         |
| 2009      | Championnat d'Europe amateur (Masters) (2)           | Duffel              | Joe Delaney     | 6-3   |         |
| 2009      | Bargoed Labour Club Invitational                     | Inconnu             | Ian Sargeant    | 5-4   |         |
| 2009      | Championnat du monde amateur (Masters) (2)           | Hyderabad           | Dene O'Kane     | 6-0   |         |
| 2010      | Championnat d'Europe amateur (Masters) (3)           | Bucarest            | Joe Delaney     | 6-0   |         |
| 2011-2012 | Championnat du monde seniors                         | Peterborough        | Steve Davis     | 2-1   |         |
| 2012      | Championnat d'Europe amateur (Masters) (4)           | Daugavpils          | Steve Juud      | 6-0   |         |
| 2012      | Championnat du monde amateur (Masters) (3)           | Sofia               | Glen Wilkinson  | 6-2   |         |
| 2013      | Championnat d'Europe amateur (Masters) (5)           | Zielona Góra        | Alan Trigg      | 6-3   |         |
| 2015      | Championnat du pays de Galles amateur (2)            |                     | Daniel Wells    | 8-0   |         |
| 2015      | Championnat d'Europe amateur (Masters) (6)           | Prague              | Jamie Bodle     | 6-2   |         |
| 2016      | Open d'Europe amateur                                |                     | Shachar Ruberg  | 4-1   |         |
| 2016      | Championnat d'Europe amateur (Masters) (7)           | Wroclaw             | Brendan Thomas  | 6-0   |         |
| 2016      | Championnat du monde à six billes rouges amateur     | Sharm el-Sheikh     | Chau Hon Man    | 6-4   |         |
| 2017      | Open d'Europe amateur (2)                            |                     | Michael Judge   | 4-1   |         |
| 2017      | Championnat d'Europe amateur (Masters) (8)           | Nicosie             | Elfed Evans     | 6-2   |         |
| 2017      | Championnat du monde à six billes rouges amateur (2) | Hurghada            | Kamal Chawla    | 6-4   |         |
| 2017      | Championnat du monde amateur (Masters) (4)           | Doha                | Aiden Owens     | 6-3   |         |
| 2018      | Snooker Shoot-Out d'Europe amateur                   |                     | Tom Zimmermann  | 1-0   |         |
| 2018      | Championnat d'Europe amateur (Masters) (9)           | Sofia               | John Farrell    | 4-2   |         |
| 2018      | Championnat du monde amateur (Masters) (5)           | Rangoun             | Saleh Mohammadi | 6-0   |         |
| 2019      | Championnat du pays de Galles amateur (3)            |                     | Gavin Lewis     | 8-2   |         |
| 2019      | Championnat d'Europe amateur (Masters) (10)          | Eilat               | Alan Trigg      | 4-2   |         |
| 2021      | Championnat d'Europe amateur (Masters) (11)          | Albufeira           | Frank Sarsfield | 4-0   |         |
| 2022      | Championnat d'Europe amateur (Masters) (12)          | Shengjin            | Wayne Brown     | 4-3   |         |
| 2022      | Championnat du pays de Galles amateur (4)            |                     | Liam Davies     | 8-2   |         |
| 2023      | Championnat d'Europe amateur (Masters) (13)          | Albena              | Gary Milne      | 5-3   |         |

### Finales perdues
| Saison    | Nom du tournoi                                                        | Lieu      | Finaliste        | Score | Tableau |
| 1986-1987 | Séries qualificatives pour le circuit professionnel 88/89 (épreuve 2) |           | Nick Terry       | 3-5   |         |
| 1988-1989 | Open des Pays-Bas                                                     | Hilversum | Mike Hallett     | 5-6   |         |
| 1989-1990 | Tournoi de la WPBSA (épreuve 1)                                       |           | Robby Foldvari   | 1-8   |         |
| 1991-1992 | Championnat Benson & Hedges                                           | Prestatyn | Ken Doherty      | 3-9   |         |
| 1991-1992 | Open du pays de Galles                                                | Newport   | Stephen Hendry   | 3-9   | Tableau |
| 1992-1993 | Open d'Asie                                                           | Bangkok   | Dave Harold      | 3-9   | Tableau |
| 1992-1993 | Tournoi Pontins                                                       | Prestatyn | Ken Doherty      | 3-9   |         |
| 1993-1994 | Coupe du roi                                                          | Bangkok   | James Wattana    | 3-8   | Tableau |
| 1995-1996 | Tournoi Pontins pro-am (printemps)                                    | Prestatyn | Ken Doherty      | 3-7   |         |
| 1996-1997 | Masters d'Irlande                                                     | Kill      | Stephen Hendry   | 8-9   | Tableau |
| 1999      | Open TCC                                                              | Inconnu   | Ryan Day         | 4-6   |         |
| 1999-2000 | Coupe des nations                                                     | Reading   | Angleterre       | 4-6   |         |
| 2003      | Championnat du TCC                                                    | Newport   | Mark Williams    | 1-6   |         |
| 2004      | Championnat du TCC (2)                                                | Newport   | Mark Williams    | 6-7   |         |
| 2009      | Championnat du pays de Galles amateur                                 |           | Michael White    | 2-8   |         |
| 2014      | Championnat du monde amateur (Masters)                                | Bangalore | Phisit Chandsri  | 5-6   |         |
| 2015-2016 | Championnat du monde seniors                                          | Preston   | Mark Davis       | 1-2   |         |
| 2016      | Championnat du pays de Galles amateur (2)                             |           | David John       | 7-8   |         |
| 2017      | Championnat du pays de Galles amateur (3)                             |           | Rhydian Richards | 4-8   |         |
| 2018      | Championnat seniors de la WSF                                         | Inconnu   | Igor Figueiredo  | 3-5   |         |
| 2018-2019 | Championnat du monde seniors (2)                                      | Sheffield | Jimmy White      | 3-5   | Tableau |
| 2020      | Championnat d'Europe à six billes amateur                             | Inconnu   | Iulian Boiko     | 3-5   |         |